# Der Geheimplan
Der Geheimplan (Originaltitel: Celestial Navigation) ist die 15. Folge der ersten Staffel der US-amerikanischen Fernsehserie The West Wing – Im Zentrum der Macht.

## Besetzung

### Hauptbesetzung
- Rob Lowe als Sam Seaborn, stellvertretender Kommunikationsdirektor des Weißen Hauses
- Moira Kelly als Mandy Hampton, Medienberaterin des Weißen Hauses
- Dulé Hill als Charlie Young, persönlicher Assistent des Präsidenten
- Allison Janney als C.J. Cregg, Pressesprecherin des Weißen Hauses
- Richard Schiff als Toby Ziegler, Kommunikationsdirektor des Weißen Hauses
- John Spencer als Leo McGarry, Stabschef des Weißen Hauses
- Bradley Whitford als Josh Lyman, stellvertretender Stabschef des Weißen Hauses
- Martin Sheen als President Josiah Bartlet, Präsident der Vereinigten Staaten

### Nebenbesetzung
- NiCole Robinson als Margaret, Assistentin von Leo McGarry
- Kim Webster als Ginger, Assistentin von Toby Ziegler
- Melissa Fitzgerald als Carol, Assistentin von C.J. Cregg
- Devika Parikh als Bonnie, Assistentin im Kommunikationsbüro

## Handlung

### Eröffnung
In einem großen Hörsaal empfängt Moderator David Nessler Josh zu einem Interview. Derweil erfährt Josh on der Verhaftung des Richters Roberto Mendoza, dem favorisierten Kandidaten des Präsidenten für den freigewordenen Richtersitz am Obersten Gerichtshof. In Leos Büro wird auch C.J. über die Geschehnisse aufgeklärt. Daraufhin fragt sie ihn, wie dies passieren konnte. Sam versichert ihr, dass Mendoza keinen Alkohol trinkt und dass er verhaftet wurde, weil er als Hispanoamerikaner Auto gefahren ist. Einen Moment später trifft Toby ein und fragt, ob bereits eine Kaution gestellt worden sei, was C.J. verneint. Leo stößt hinzu und weist Sam und Toby an, nach Connecticut zu fahren und Mendoza aus dem Gefängnis zu befreien.

### Erster Akt
Bei der Veranstaltung wird Josh danach gefragt, wie ein typischer Tag im Weißen Haus verläuft. Josh erzählt, dass es sowas nicht gebe. Auf Nachfrage beginnt er die Ereignisse der beiden vorangegangenen Tage zu beschreiben. Der Tag begann damit, das kürzlich vom Präsidenten unterschriebene Bildungsgesetz zu verkünden, geriet aber schnell außer Kontrolle. So bezeichnete die Ministerin für Wohnungsbau und Stadtentwicklung einen republikanischen Abgeordneten im Fernsehen als einen Rassisten. Auch eine misslungene Presseveranstaltung, ein Zahnarzttermin und seine eigene Dummheit hätten eine Rolle gespielt.
In einer Rückblende bereitet sich C.J. auf eine Pressekonferenz zum neuen Bildungsgesetz vor. Nach der Vorbereitung fragt Sam sie nach dem Zeitpunkt der Pressekonferenz, um sie eventuell auf 13 Uhr zu verschieben. Sie erzählt von ihrem Zahnarzttermin um 12 Uhr, der diese Maßnahme verhindern würde. Er möchte, dass sie ihren Zahnarzttermin wahrnimmt und die Pressekonferenz auf 14 Uhr verschiebt.
Josh und Toby diskutieren über die Bemerkung der Ministerin Deborah O’Leary, die den Abgeordneten Jack Wooden als einen Rassisten bezeichnet hat. Mandy kommt hinzu und liest den tatsächlichen Wortlaut vor, gemäß welchem sie alle Mitglieder der republikanischen Partei als Rassisten bezeichnet. Im Hörsaal erzählt Josh, dass auch der Präsident von diesem Vorfall unterrichtet werden musste. In einer Rückblende zeigt sich der Präsident unglücklich über den Kommentar. Leo versichert ihm, dass er das klären werde. Folglich wohnt der Präsident der Unterzeichnung des Bildungsgesetzes bei. Nachdem er unterschrieben hat, befragt Danny Concannon ihn zu O’Learys Bemerkung. Nach einem Ausweichmanöver gesteht der Präsident ein, dass O’Leary zu weit gegangen sei. Da sich C.J. nicht im Raum befindet, lässt der Präsident weitere Fragen zu, die die Situation weiter verschärfen. Schließlich beendet Sam die Fragerunde.
Während Josh im Hörsaal die Geschehnisse schildert, empfängt er einen Anruf von Toby, der sich mit Sam in Connecticut verfahren hat. Da Josh aus Connecticut stammt, bitten sie ihn um Hilfe. Er legt allerdings auf und erzählt dem Publikum folglich, dass der in der Rückblende geschilderte Tag noch schlimmer werden sollte, da nun auch er ins Rampenlicht treten sollte.

### Zweiter Akt
In ihrem Leihwagen sind Sam und Toby noch immer auf der Suche nach der Polizeistation. Toby weist Sam auf die falsche Richtung hin, woraufhin Sam ihn auf den vermeintlichen Polarstern im Norden aufmerksam macht. Diese Form der Himmelsnavigation sieht er als Indiz dafür, dass sie sich auf dem richtigen Weg befinden. Toby besteht allerdings darauf, bei der nächsten Ausfahrt umzudrehen.
Derweil möchte Ministerin O’Leary in Erfahrung bringen, warum der Präsident eine Entschuldigung von ihr verlangt. Sie steht weiterhin zu ihrer Aussage, muss aber der politischen Realität ins Auge sehen. Laut Leo brauche die Regierung die Stimmen aus Woodens Ausschuss, inklusive der Stimmen für die vom Bauministerium benötigten Mittel. Sie verweist darauf, dass sie das ranghöchste afroamerikanische Regierungsmitglied sei. Laut Leo sei es allerdings nicht ihre erste Pflicht, der schwarzen Bevölkerung zu dienen, sondern dem Präsidenten. Entweder werde sie sich bei Wooden entschuldigen oder sie werde gefeuert, so Leo.
Josh erzählt bei der Veranstaltung, dass nun eigentlich alle Probleme aus der Welt geschafft gewesen seien, da man nun die Aufmerksamkeit wieder auf das 700 Millionen Dollar teure Bildungspaket hätte lenken können. Er fragt das Publikum, wer sich kürzlich einer Wurzelbehandlung unterziehen musste, woraufhin C.J. in einer Rückblende Joshs Büro betritt und ihm von ihrem Notfalleingriff berichtet. Mit Schmerzen und einer betäubten linken Mundhälfte teilt sie Josh mit, dass sie die Pressekonferenz nicht leiten könne. Josh entschließt sich zur Bestürzung von C.J., die Pressekonferenz selbst zu übernehmen und macht sich auf den Weg.
Vor der Pressekonferenz wird Josh von Danny gewarnt, die Pressekonferenz nicht zu übernehmen. Josh widersetzt sich seiner Empfehlung und versichert ihm, dass er als Absolvent der Eliteuniversitäten von Harvard und Yale in der Lage sei, die Fragen der Presse problemlos zu beantworten. Die erste Frage, die sich mit den Rauchgewohnheiten des Präsidenten beschäftigt, bezeichnet er zunächst als dämlich. Kurz darauf verkündet er fälschlicherweise, dass der Präsident seit Jahren nicht mehr geraucht habe. Eine Reporterin erwischt ihn auf dem falschen Fuß und erzählt, dass sich der Präsident erst vor zwei Tagen eine Zigarette von ihr geborgt habe. Ein weiterer Fehler unterläuft ihm, als er von Danny gefragt wird, ob der Präsident einen Plan zur Bekämpfung der Inflation habe. Josh bestätigt dies und gibt bekannt, dass der Plan geheim sei. Folglich verlangen die weiteren Reporter zusätzliche Informationen über den geheimen Plan.
In einer Pause erfährt Josh, dass Sam und Toby die Polizeistation noch immer nicht gefunden haben. So stellte sich der Polarstern letztlich als ein Flugzeug heraus. Josh fragt Toby, warum es so schwierig sei und muss sich von Toby einen Konter gefallen lassen; Toby fordert weitere Informationen über den Geheimplan des Präsidenten. Als Sam sich bei Ortskundigen informieren möchte, entdeckt Toby die Polizeistation.

### Dritter Akt
In der Polizeistation stellt sich Sam dem diensthabenden Polizeibeamten vor und bittet ihn darum, seinen Vorgesetzten zu holen. Folglich bittet Sam den Vorgesetzten, Sergeant MacNamara, darum, Roberto Mendoza gehen zu lassen. MacNamara antwortet, dass er für Witze nicht in der Stimmung sei. Sein Kollege zeigt ihm die Titelseite einer Zeitung, auf der ein Foto von Toby mit dem Präsidenten zu sehen ist. Schließlich informiert Sam seine Gesprächspartner darüber, dass sie einen Bundesrichter und Nominierten für das Oberste Bundesgericht festgenommen haben.
Bei der Veranstaltung fährt Josh mit seinem Vortrag über die Geschehnisse bei der Pressekonferenz fort, wo die Reporter ihn weiterhin mit Fragen zum Geheimplan des Präsidenten löchern. Er verlässt den Pressekonferenz und begegnet in seinem Büro C.J., die ihn mit schmerzverzerrtem Gesicht über seine Missgeschicke aufklärt. Auch Sam betritt den Raum und erzählt den Anwesenden von einem neuen Problem: eine Aussage von Roberto Mendoza.
Im Hörsaal erklärt Josh dem Publikum, dass ein Nominierter für ein Richteramt am Obersten Gerichtshof das Weiße Haus für sich sprechen lassen soll. Im Fall von Mendoza sei es dem Mitarbeiterstab allerdings nicht gelungen, ihm das zu verdeutlichen. So äußerte sich Mendoza gegenüber einer Zeitung, dass es vom Präsidenten falsch gewesen sei, von Ministerin O’Leary eine Entschuldigung zu fordern. Nachdem C.J. sagt, dass der Präsident unterrichtet werden müsse, versichert Leo ihr, dass der Präsident nach einer Veranstaltung in New Orleans sofort zurückkehren werde. Im Namen des Mitarbeiterstabs gesteht Josh die Schuld für die meisten Ereignisse des Tages ein. Leo informiert sie daraufhin, dass der gesamte Stab am nächsten Morgen den Präsidenten treffen werde.
Josh bringt dem Publikum auch nahe, dass Mendoza in den acht Wochen nach seiner Nominierung zahlreiche Organisationen kritisiert hat, die den Präsidenten im Wahlkampf unterstützt hatten. Ein weiterer Telefonanruf von Sam informiert ihn darüber, dass sie angekommen sind und sich dem Problem nun konkret widmen. Unterdessen begibt sich Toby zu einem Gespräch in Mendozas Zelle.

### Vierter Akt
Am nächsten Tag übernimmt Charlie, der nach dem Präsidenten den zweithärtesten Job im Weißen Haus hat, den Weckanruf für den Präsidenten, nachdem dieser erst drei Stunden zuvor ins Bett gegangen war. Josh berichtet den Zuhörern weiterhin auch von Mendoza, der mittlerweile ins Weiße Haus bestellt wurde, sich in Connecticut allerdings noch mit Antiquitäten eindecken möchte.
Charlie stellt eine Weile nach seinem Weckruf fest, dass der Präsident noch immer im Bett liegt. Er weckt ihn nochmals, sodass er später seinen Mitarbeiterstab im Oval Office treffen kann. Hier schildert der Stab die Geschehnisse des Vortages. Darauf, dass Josh die Pressekonferenz für C.J. übernahm, reagiert der Präsident schockiert. Er hält Josh einen Vortrag, wird aber von Toby unterbrochen, der den Fokus auf Mendoza lenkt.
In der Polizeistation gesteht MacNamara, dass er Mendoza aufgrund seiner wechselhaften Fahrweise angehalten habe. Sam klärt ihn über die chronische Hepatitis Mendozas auf, sodass er im Falle des Alkoholkonsums gestorben wäre. In der Zelle wundert sich Toby, warum Mendoza sich keinem Alkoholtest unterziehen lassen wollte. Mendoza antwortet, dass es dafür keinen Grund gegeben habe. Stattdessen sei er angehalten worden, weil er spanischer Herkunft ist. Mendoza wehrt sich gegen Tobys Versuche, ihn aus dem Gefängnis zu befreien, da er sich nun dem Rechtssystem stellen wolle, für das er sein ganzes Leben gearbeitet hat. Er sei vor den Augen seines Sohnes verhaftet worden, was dieser nicht vergessen werde, da er die Tätigkeit der Polizei besser verstehe, als die Tätigkeit eines Richters. Letztlich kann Toby ihn überzeugen, indem er sagt, dass Mendozas Situation nicht anders wäre, wenn er Richter am Obersten Gerichtshof wäre.
Toby tritt mit Mendoza aus der Zelle heraus und teilt den Polizeibeamten mit, dass niemand suspendiert werde, wenn es keinen Bericht und keine Untersuchung gibt. Zudem fordert er die Beamten auf, sich bei Mendoza und seiner Familie zu entschuldigen. Schließlich erfährt Josh während der Veranstaltung, dass die Situation geklärt sei. Dem Publikum sagt Josh, dass er nichts dazu sagen könne, bis Mendoza im Richteramt bestätigt sei.

## Rezeption

### Auszeichnungen
Bei der Primetime-Emmy-Verleihung 2000 wurde Allison Janney in der Kategorie Beste Nebendarstellerin in einer Dramaserie ausgezeichnet. Ausschlaggebend dafür waren ihre Darstellerleistungen in Parteispenden und in der Episode Der Geheimplan.